# Bugatti Type 251
Bugatti Type 251 är en formel 1-bil, tillverkad av den franska biltillverkaren Bugatti mellan 1955 och 1956.

## Bakgrund
Bugatti hade svårt att komma tillbaka efter andra världskriget. Jean Bugatti hade förolyckats redan 1939 och grundaren Ettore Bugatti gick bort 1947. Biltillverkningen hade i praktiken upphört efter 1951. Jeans yngre bror Robert, som nu ledde företaget, försökte blåsa nytt liv i märket med en satsning på formel 1. 

## Utveckling
Bugatti anlitade Gioacchino Colombo för att bygga en F1-bil. Colombo hade tidigare konstruerat flera framgångsrika Grand Prix-bilar, såsom Alfa Romeo 158 Alfetta, Ferrari 125 F1 och Maserati 250F, men att ta fram en ny bil med Bugattis begränsade resurser visade sig vara en mycket svår uppgift. 
Bilen blev en blandning av modern teknik och rena antikviteter. Motorn placerades mitt i bilen, en lösning som inte setts sedan trettiotalets Auto Union Typ D, men som snart skulle slå igenom på bred front. Bilen var även tidigt ute med skivbromsar runt om. I likhet med de flesta konkurrenterna användes en De Dion-axel bak, men Type 251 hade, som alla Bugatti före den, stel framaxel, en lösning så föråldrad att till och med britterna gått ifrån den. Den raka åttan var närmast två sammankopplade fyrcylindriga motorer, en utveckling av motorn från prototypen Type 73 och sportvagnen Type 252.
Med sina udda hjulupphängningar var bilen mycket svårkörd och motoreffekten låg avsevärt lägre än konkurrenterna. Bilen deltog i ett enda lopp, Frankrikes Grand Prix 1956. Den misslyckade satsningen dränerade Bugatti på än mer resurser och ledde företaget ytterligare en bit på vägen till konkurs.

## Tekniska data
| Tekniska data         | Type 251                                         |
| --------------------- | ------------------------------------------------ |
| Motor:                | Tvärställd, mittmonterad 8-cylindrig radmotor    |
| Cylindervolym:        | 2486 cm³                                         |
| Borrning x slaglängd: | 76,0 x 68,5 mm                                   |
| Max effekt:           | 230 hk                                           |
| Ventilstyrning:       | 2 överliggande kamaxlar, 2 ventiler per cylinder |
| Förgasare:            | 4 st Weber                                       |
| Växellåda:            | 5-växlad manuell                                 |
| Hjulupphängning fram: | Stel framaxel                                    |
| Hjulupphängning bak:  | De Dion-axel                                     |
| Bromsar:              | Hydrauliska skivbromsar                          |
| Hjulbas:              | 219 cm                                           |
| Torrvikt:             | 750 kg                                           |

## Tävlingsresultat

### Formel 1-VM 1956
Maurice Trintignant hade kört Bugatti med framgång redan före andra världskriget. När Type 251 skulle debutera vid Frankrikes Grand Prix lånade Vanwall beredvilligt ut honom för att köra den enda bil som anmälts till loppet. Trintignant var chanslös i den svårkörda och motorsvaga bilen och loppet tog slut när gasspjället gick sönder på artonde varvet. Andra källor gör gällande att stalledningen helt enkelt kallade in honom för att slippa ytterligare förödmjukelse.